# Вербовое (Покровский район)
Вербовое (укр. Вербове) — село, Вишнёвский сельский совет,
Покровский район,
Днепропетровская область,
Украина.
Код КОАТУУ — 1224284503. Население по переписи 2001 года составляло 236 человек.

## Географическое положение
Село Вербовое находится в балке Калиновая по которой
протекает пересыхающий ручей с запрудами.
На расстоянии в 2,5 км расположено село Вишнёвое.

## История
- Начало XIX века — дата основания.
- В 1946 г. хутор Вербовое №2 переименован в Вербовый[3].